# 高知県立岡豊高等学校
高知県立岡豊高等学校（こうちけんりつ おこうこうとうがっこう）は、高知県南国市岡豊町中島に所在する公立の高等学校。
県内で唯一、美術・書道専門のコースがある。

## 設置学科
（出典は令和5年度高知県公立高等学校入学定員 に基づく）
- 普通科（定員240名）
- 普通科芸術コース（定員40名）
- 普通科体育コース（定員40名）

### 普通科コース
（出典は令和5年度高知県公立高等学校入学定員 に基づく）
普通科コースの生徒は2年次より、以下の5つからコースを選択する。
- 理系
- 文系I（国公立コース）
- 文系II（私立コース）
- ビジネス系
- 生活文化系

### 普通科芸術コース
芸術コースはさらに3つに分かれる。
- 音楽コース
- 美術コース
- 書道コース

### 普通科体育コース
普通科芸術コース、普通科体育コースは1年次〜3年次まで同じコースに在籍し、コースの変更は認められない。

## 沿革
- 1982年（昭和57年）4月1日 - 高知県立高知追手前高等学校内に新設高校開設事務所を設置。
- 1983年（昭和58年）
  - 6月27日 - 第一期建設工事起工式を現地で挙行。
  - 8月31日 - 制服を制定。
  - 11月1日 - 高知県立岡豊高等学校として開設。普通科を設置。
- 1984年（昭和59年）
  - 1月10日 - 校章を制定。
  - 3月7日 - 第一期建設工事竣工。
  - 3月12日 - 第1回入学者選抜のための学力検査実施。校歌制定。
  - 4月7日 - 開校式ならびに入学式挙行。
  - 7月11日 - プール竣工。
- 1985年（昭和60年）
  - 2月25日 - 多目的棟竣工。
  - 5月2日 - 南校舎竣工。
- 1986年（昭和61年）12月6日 - 総合落成記念式典挙行。
- 1987年（昭和62年）3月8日 - 第1回卒業式挙行。
- 1989年（平成元年）10月26日 - 教育の森（高知東高等学校・高知南高等学校・岡豊高等学校の3校共有林）の造成記念式典を挙行。“平成友情の森”と命名。
- 1991年（平成3年）4月1日 - 記章を制定。
- 1993年（平成5年）
  - 10月25日 - 時事通信社教育奨励賞優秀賞・文部大臣奨励賞を受賞。
  - 11月6日 - 創立10周年記念式典を挙行。
- 1996年（平成8年）4月1日 - 普通科体育コースを設置。
- 2000年（平成12年）4月1日 - 普通科芸術コースを設置。
- 2003年（平成15年）11月15日 - 創立20周年記念式典を挙行。
- 2013年（平成25年）11月2日　創立30周年記念式典を挙行、野球評論家の清原和博を招いての記念講演が行われた。

## 制服
男子生徒は紺色の学生服である。夏服はカッターシャツとなる。女子生徒は上下紺色のセーラー服となる。夏服、合服はセーラータイプのシャツとなる。
鞄は2種類あり、ファーストバッグとセカンドバッグと呼ばれる鞄である。ただ、ファーストバッグについては現在使用されていない。また学生鞄とは別に体操服を入れる手提げ鞄兼リュックサックがある（体操服バッグは平成24年度より、従来のものからやや小ぶりの手提げ型バッグに変更された。これに伴い、一部校則が改定され長年通学に使用できるバッグは「セカンドバッグ」と従来の「体操服入れ」であったが、平成24年度より「セカンドバッグ」を使用することを前提にリュックサック型のバッグの使用が認められた。）。この鞄は学年によって色が分けられており、赤、青、緑がある。この色に関してはその他のもの（体操服、上履き、体育館シューズ、グラウンドシューズ、自転車ステッカーなど）にも適用されている。

## 部活動

### 運動部
- 野球部

県内の公立高校としては強豪校としてしられており、県大会では上位に進出する事が多いが、甲子園の出場はない。2019年の秋季四国大会ではベスト4に入り、あと1勝で悲願の甲子園出場となったが、尽誠学園(香川)に13-2(6回コールド)で敗れ、のちに新型コロナウイルスの影響で中止となった第92回選抜高等学校野球大会の補欠校となった。　　　　　　　　　　　　　　　　　　　　　　　　　　　
- サッカー部
- ソフトボール部
獲得した全国タイトルは、全国高校最多の計20回（高校総体7回・国スポ8回・選抜5回）を誇る強豪であり、2004年には全国3冠に輝いている。
- 男子バスケットボール部
- 女子バスケットボール部
県内大会において複数回の優勝を誇り、インターハイ出場常連校である。
- バレーボール部
- テニス部
- ソフトテニス部
- バドミントン部
- 卓球部
- 柔道部
全国大会に何人もの選手を輩出している。2005年インターハイ、2006年選手権では、女子柔道部が団体3位に入賞するなどの功績を残している。
- 剣道部
日本剣道形の分野において、県下有数の強さを誇る。
- 陸上部
- ハンドボール部
- 弓道部
県内の大会等で数々の優勝や入賞を果たしている。特に女子では団体、個人共に強豪として知られており、インターハイや国スポでは上位入賞常連校としても有名である。2017年宮城県で開催されたインターハイに出場し、女子団体トーナメント決勝戦で鳥取県代表の倉吉西高等学校と対戦し、16対14で優勝している。
- ボート部
- ボクシング部
- 自転車競技部
かつては同好会であり、後に廃部。平成23年度3学期より「自転車競技部」として復活、部員は1人のみで、平成24年3月の全国大会では日本一に輝いた。その部員の卒業に伴い、現在は休部となっている。

### 文化部
- 写真部
- 放送部
- 吹奏楽部
県内のコンクールで金賞、銀賞、最優秀賞を続々と獲得するなど輝かしい功績を残している。また岡豊高校内では最多部員数を誇る部活動である。1998年卒の同部部長の小松寛史は現在も作曲家として倖田來未に楽曲を提供するなど活躍中。また、平成24年度全日本中学生・高校生管打楽器ソロコンテストのクラリネット部門において第1位となる。
- 合唱部
- 書道部
全国高校書道などの全国レベルの大会で例年上位入賞しており、同部初の男子部長である森本(1998年卒)が卒後個展などを開いている。
- 美術部
- 囲碁将棋部
- 演劇部
- 英語部
- 科学部
- 情報技術部
- 漫画・アニメ研究部
- コンピュータゲーム部
地元高知で開催される全国高等学校漫画選手権大会（まんが甲子園）で数々の賞を取っている。1993年度の大会では優勝を勝ち取った。
- 茶道部
- 華道部
- クッキング部
- 人権研究部
- ギター部
GLC学生ギターコンクールなど数々のコンクールで入賞している。松田弦、ギターデュオ「いちむじん」野中雅代を輩出した。このように様々な好成績を残し今でも人気な部である。

## 著名な出身者
- 野村哲也 - ゲームクリエイター、イラストレーター
- 松田弦 - クラシックギタリスト
- タケムラヤスシ - 作曲、編曲、プログラミング、DJ、ギタリスト
- 入野貴大 - プロ野球選手
- 和泉強志 - 柔道選手
- 小笠原守美 - 女子柔道選手
- 川崎萌 - 女子柔道選手
- 田村碧衣 - 女子バスケットボール選手
- 濱健人 - 声優
- 森本英樹 - お笑い芸人（ニブンノゴ!）
- ゴッチ（五藤裕子） - ミュージシャン（スーパーバンド）
- こかむも - 漫画家